# Scopula lathraea
Scopula lathraea är en fjärilsart som beskrevs av Louis Beethoven Prout 1922. Scopula lathraea ingår i släktet Scopula och familjen mätare. Inga underarter finns listade.